# Trafikverkets författningssamling
Trafikverkets författningssamling (TRVFS), består av regler som Trafikverket utfärdar.
Författningssamlingen innehåller föreskrifter och allmänna råd. Dessa kompletterar och preciserar de regler som finns i lagar och förordningar inom myndighetens verksamhetsområde. Föreskrifter är bindande regler. Allmänna råd är inte bindande regler, utan en rekommendation från myndigheten.
För att Trafikverket ska kunna utfärda föreskrifter krävs att de har ett bemyndigande från regeringen för det. Det krävs dock inte något bemyndigande för att myndigheten ska kunna utfärda allmänna råd inom sitt verksamhetsområde.
Trafikverket förvaltar även äldre författningssamlingar från Trafiksäkerhetsverket (TSVFS, före 1993), Vägverket (VVFS, före 2010) och Banverket (BVFS, före 2010). Transportstyrelsen har sedan årsskiftet 2008/2009 möjlighet att ge ut ändringar till eller upphäva föreskrifter som ursprungligen har publicerats i Banverkets respektive Vägverkets författningssamling. Transportstyrelsens ändrings- eller upphävandeföreskrifter publiceras i de fallen även i Trafikverkets författningssamling.